# Кагамино
Кагамино (яп. 鏡野町 Кагамино-тё:) — посёлок в Японии, находящийся в уезде Томата префектуры Окаяма. Площадь посёлка составляет 419,69 км², население — 13 006 человек (1 августа 2014), плотность населения — 30,99 чел./км².

## Географическое положение
Посёлок расположен на острове Хонсю в префектуре Окаяма региона Тюгоку. С ним граничат города Цуяма, Манива, Тоттори и посёлок Мисаса.

## Население
Население посёлка составляет 13 006 человек (1 августа 2014), а плотность — 30,99 чел./км². Изменение численности населения с 1980 по 2005 годы:
| 1980 | 17 493 чел. |  |
| 1985 | 17 457 чел. |  |
| 1990 | 16 500 чел. |  |
| 1995 | 15 731 чел. |  |
| 2000 | 15 091 чел. |  |
| 2005 | 14 059 чел. |  |

## Символика
Деревом посёлка считается вечнозелёный дуб, цветком — горечавка шероховатая, птицей — Megaceryle lugubris.